# Marian Piegza
Marian Piegza (ur. 2 września 1951 w Świętochłowicach) – z wykształcenia polonista i germanista, z zamiłowania historyk, autor książek opisujących Górny Śląsk i śląskie miasta Świętochłowice i Chorzów, publicysta, emerytowany dyrektor chorzowskiego Gimnazjum nr 1.  W roku 2016 otrzymał wyróżnienie "Zasłużony dla Świętochłowic". W 2023 r. Sąd Okręgowy w Katowicach orzekł, iż Marian Piegza był tajnym współpracownikiem Służby Bezpieczeństwa.

## Publikacje
Pomysłodawca i redaktor roczników: „Chorzowskie Zeszyty Dydaktyczne” (wydawane w latach 2003-2019), „Świętochłowice i świętochłowiczanie” (wydawane od 2005 roku), „Absolwenci Gimnazjum nr 1 w Chorzowie” (wydawane w latach 2009-2017). Od roku  2015 jest też redaktorem „Rocznika Świętochłowickiego” (ukazuje się od roku 1999), gdzie zamieszcza kronikę „Z życia miasta”. W roku 2019 zadebiutował powieścią „Odnaleziony portret”.
- 1981 – Życie teatralne na Górnym Śląsku w okresie powstań śląskich i plebiscytu
- 1982 – Ludwik Kobiela 1897 – 1945 nauczyciel, literat
- 1983 – 20-lecie Szkoły 8 (1963-1983)
- 1984 – Informacja naukowa a dydaktyka (współredaktor tomu razem z Adamem Jaroszem)
- 1986 – Świętochłowickie zapiski teatralne
- 1998 – Sól tej ziemi, czyli świętochłowickie rodziny
- 1999 – Śląskie opowieści, wice, legendy
- 2000 – 10 lat Samorządu Terytorialnego Świętochłowice 1990-2000 (wespół z Jolantą Łukaszewską i Grzegorzem Grzegorkiem)
- 2001 – Świętochłowiczanie
- 2002 – Lipiny zarys dziejów osady, gminy, dzielnicy (współautorstwo z Grzegorzem Grzegorkiem)
- 2002 – Jubileusz 100 lat Gimnazjum nr 1 (redaktor wydawnictwa)
- 2002 – Chorzowskie kształtowanie tożsamości regionalnej
- 2003 – Wydarzyło się w Świętochłowicach w latach 1961-1998
- 2003 – 50 lat TME w Chorzowie Batorym (redaktor wydawnictwa)
- 2003 – Spacerując po Świętochłowicach. Przewodnik po mieście (razem z Iwoną Szopą)
- 2003 – Dawne Świętochłowice
- 2004 – Nasz Chorzów
- 2004 – Świętochłowickie szkoły ponadgimnazjalne
- 2004 – Zgoda zarys dziejów osady, dzielnicy
- 2005 – Patroni świętochłowickich ulic
- 2005 – Świętochłowice na dawnych widokówkach i zdjęciach
- 2006 – Opowieść o trzech klubach (razem z Michałem Fabianem i Michałem Piegzą)
- 2006 – Chorzów i chorzowianie w służbie X Muzy
- 2007 – Chropaczów – zarys dziejów osady, gminy, dzielnicy
- 2007 – Z dziejów kościoła i parafii św. Augustyna w Lipinach
- 2008 – Absolwenci chorzowskich gimnazjów
- 2009 – Piaśniki – zarys dziejów kolonii, dzielnicy
- 2009 – Mały przewodnik po Świętochłowicach (razem ze Zdzisławem Klose)
- 2009 – Dinozaury mają się dobrze, czyli 40-lecie matury (redaktor wydawnictwa)
- 2010 – Chorzowskie szkoły dawniej i obecnie
- 2010 – Filmowe Świętochłowice
- 2011 – Unsere Erinnerungen an die Arbeit am Comeniusprojekt (razem z Ute Piroską)
- 2011 – Świętochłowickie szkoły – początki i współczesność
- 2012 – Niezwykły Chorzów (wydanie II zmienione - Chorzów 2016)
- 2012 – Rudy – miejsce urocze i fascynujące
- 2013 – Centrum Świętochłowic – zarys dziejów
- 2013 – So ist das gewesen. Comeniusprojekt „Lebenskultur Arena” (razem z Aldoną Vincienie)
- 2013 – Świętochłowice na starej pocztówce (współredaktor)
- 2014 – Zapomniane Świętochłowice na zapomnianej fotografii
- 2015 – Zmieniające się Świętochłowice
- 2018 – Patronują świętochłowickim ulicom
- 2019 – Odnaleziony portret
- 2020 – Inga i Mutek
- 2020 - 10 lat Uniwersytetu Trzeciego Wieku w Świętochłowicach (razem z Krystyną Rawską-Krzemińską)
- 2021 – Od MZBM do MPGL, z dziejów zakładu
- 2021 - Koleje losu
- 2023 – Śmierć na stawie
- 2023 - Z dziejów świętochłowickiej straży pożarnej